# Conseslus Kipruto
Conseslus Kipruto (8 de dezembro de 1994) é um atleta e corredor meio-fundista queniano, campeão olímpico e mundial dos 3000 metros com obstáculos.
A primeira distância em que corria na escola ainda no início da adolescência eram os 1500 metros. Ele terminou em terceiro lugar numa competição de sua escola, que enviava apenas dois alunos para disputar a prova no campeonato da província; sua decepção se transformou em esperança quando foram abertas vagas para a competição dos 3000 m c/ obstáculos, que não tinha sido disputada naquele dia por falta de corredores. Kipruto foi o primeiro a levantar a mão quando perguntados quem gostaria de disputá-la no torneio provincial, e não apenas foi o campeão da província, mas venceu a prova no campeonato nacional escolar do Quênia.
Estreou internacionalmente aos 17 anos vencendo o Campeonato Mundial Juvenil de Atletismo Júnior de 2011, em Lille, na França e no fim daquele ano estreou em competições na Europa, vencendo uma prova na cidade alemã de Königs Wusterhausen. Em 2012 estreou na Diamond League com um quinto lugar na etapa de Doha, com o tempo de 8:08.92; em julho foi campeão dos steeplechase no Campeonato Mundial de Atletismo Júnior, em Barcelona, Espanha, a 13ª vitória seguida do Quênia nesta prova em mundiais júnior, com o tempo de 8:06.10, recorde do campeonato. Sua primeira vitória importante no adulto veio logo depois, quando venceu o campeão da Diamond League de 2010, o também queniano Paul Kipsiele Koech,  na etapa monegasca do circuito, o Herculis, fazendo sua melhor marca pessoal, 8:03.49. Ficou em segundo na etapa seguinte, o Memorial Van Damme, em Bruxelas e fez 7:44.09 para os 3000 metros planos em setembro, em Rieti, na Itália. Ao fim da temporada, ocupava a sexta posição no ranking dos 3000 m steeplechase da IAAF.
A partir de 2013, com apenas 19 anos, passou a competir nos grandes eventos globais, conquistando a medalha de prata no Campeonato Mundial de Moscou 2013, atrás apenas do bicampeão olímpico Ezekiel Kemboi. No início daquele ano abaixou mais uma vez sua melhor marca pessoal para 8:01.16 no Shanghai Golden Grand Prix, etapa chinesa da Diamond League. Em 2015 competiu no Mundial de Pequim 2015 onde ficou novamente com a medalha de prata e novamente atrás de Kemboi, que ganhou ali seu quarto título mundial.
Depois de melhorar seu tempo pessoal para  8:00.12 em Birmingham, na Inglaterra, em junho de 2016, Kipruto chegou para os Jogos Olímpicos da Rio 2016 como favorito à medalha de ouro, mesmo com a presença de Kemboi, que faria sua última apresentação em Jogos Olímpicos e o avisou que iria ganhar a prova pela terceira vez, numa tentativa de desestabilizar emocionalmente o novato de 21 anos. Na final, porém, Kipruto disparou após o último fosso d'água, comemorando mesmo antes de cruzar a linha de chegada, vencendo em 8:03.28, novo recorde olímpico depois de 28 anos. Depois de duas medalhas de prata nos Mundiais anteriores, conquistou seu primeiro título mundial em Londres 2017, ganhando a medalha de ouro com um tempo de 8:14.12. Dois anos depois, em Doha, repetiu a vitória, tornando-se bicampeão mundial, vencendo a prova em cima da linha da chegada com o tempo de 8:01.35, apenas um centésimo de segundo à frente do etíope Lamecha Girma.
Com problemas físicos, pessoais e com a justiça do Quênia, Kipruto não conseguiu classificação para disputar a prova em Tóquio 2020. Retornou às grandes competições internacionais no Campeonato Mundial de Atletismo de 2022 em Eugene, EUA, conquistando a medalha de bronze.
Conseslus Kipruto não tem relação de parentesco com Brimin Kipruto, também campeão olímpico dos 3000 m c/ obstáculos em Pequim 2008 e campeão mundial em Osaka 2007.